# 哈賓 (內布拉斯加州)
哈賓（英語：Harbine）是位於美國內布拉斯加州傑佛遜縣的村。

## 人口
根據2020年美國人口普查的數據，哈賓的面積為0.27平方千米，皆為陸地。當地共有人口54人，而人口密度為每平方千米200人。